# Stazione di Gesturi
La stazione di Gesturi fu una stazione ferroviaria al servizio del comune di Gesturi, lungo la ferrovia Isili-Villacidro.

## Storia
Le origini di questo scalo ferroviario risalgono agli anni dieci del Novecento, epoca in cui per conto della Ferrovie Complementari della Sardegna venne realizzata la ferrovia tra Isili e Villacidro, il cui tracciato prevedeva il passaggio nel territorio comunale di Gesturi che fu quindi dotato di una stazione alle porte del paese. Il convoglio inaugurale della nuova ferrovia transitò nella stazione di Gesturi il 21 giugno 1915, e da allora l'impianto fu gestito per tutto il periodo di attività dalle FCS.
Nel secondo dopoguerra la Isili-Villacidro per decisione ministeriale fu tra le prime ferrovie secondarie sarde ad essere destinate alla sostituzione delle relazioni con autolinee, tale situazione si concretizzò nel 1956: il 5 settembre di quell'anno cessò infatti l'attività ferroviaria sulla linea e di conseguenza nella stazione, in seguito disarmata e la cui area fu successivamente utilizzata per altri scopi..

## Strutture e impianti
Situata a nord dell'abitato di Gesturi e a valle del tracciato della SS 197, la stazione era di tipo passante e dotata di tre binari a scartamento da 950 mm: dal binario di corsa se ne diramava uno di incrocio a est, mentre sul lato opposto era ubicato un tronchino impiegato per il servizio merci, il cui scalo comprendeva anche un piano caricatore e un magazzino, ancora esistente.
Contiguo al magazzino merci si trova il fabbricato viaggiatori dell'impianto, rientrante nei canoni di terza classe degli edifici di questo tipo realizzati dalle FCS: si tratta di un edificio con sviluppo su due piani più tetto a falde a pianta rettangolare, avente tre accessi su quello che era il lato binari. Completavano la dotazione infrastrutturale dell'impianto una costruzione per le ritirate e un rifornitore idrico, entrambi non più esistenti.

## Movimento
Negli anni di attività ferroviaria lo scalo fu servito dalle relazioni passeggeri e merci delle Ferrovie Complementari della Sardegna.

## Servizi
La stazione durante l'esercizio ferroviario era dotata di una sala d'attesa (ospitata nel fabbricato viaggiatori) e di servizi igienici, questi ultimi ubicati in una costruzione apposita.
- Sala d'attesa
- Servizi igienici